# Odynerus radialis
Odynerus radialis är en stekelart som först beskrevs av Henri Saussure.  Odynerus radialis ingår i släktet lergetingar, och familjen Eumenidae.

## Underarter
Arten delas in i följande underarter:
- O. r. erythrinus
- O. r. revolutionalis
- O. r. levidensis
- O. r. flavozonatus